# Polyptychon

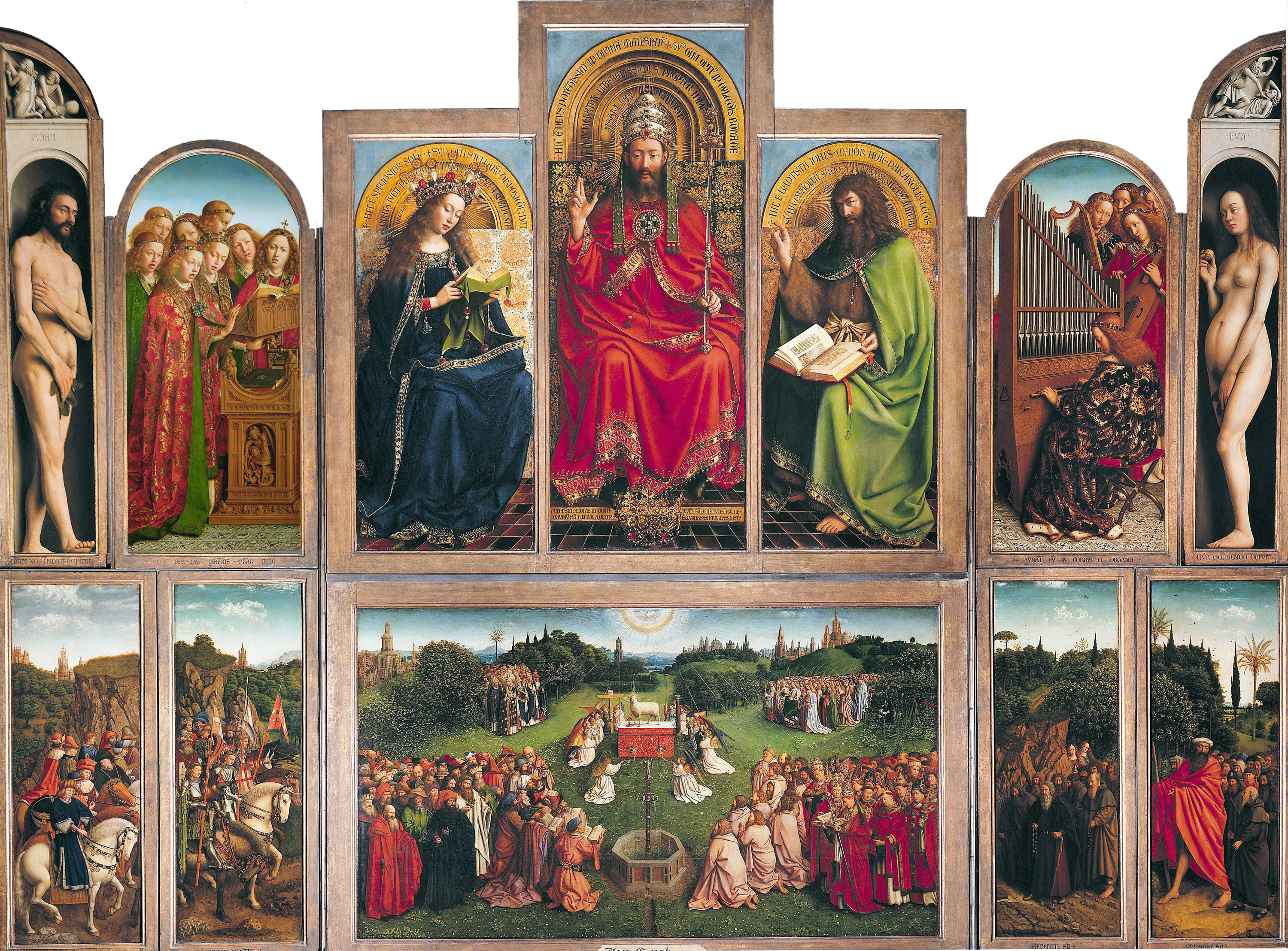
Jan van Eyck: Genter Altar (um 1430)

Als Polyptychon (Plural Polyptychen, Polyptycha; von altgriechisch ‚vielfach gefaltet‘) werden Schreibtafeln aus mehr als zwei Elementen bezeichnet, dann auch mehrfach geteilte Gemälde oder mehrteilige Relieftafeln, die mit Scharnieren zum Aufklappen verbunden sein können und sich insbesondere als Andachts- oder Altarbild finden. Im mitteleuropäischen Sprachgebrauch bezeichnet Polyptychon einen mehrfach klappbaren Flügelaltar oder „Wandelaltar“. Ein Mehrfachbild oder eine Schreibtafel aus zwei Teilen  ist ein  Diptychon, mit drei Bildteilen oder Flügeln ist es ein Triptychon; selten gebraucht werden die Begriffe Tetraptychon für ein vier- bzw. Pentaptychon für ein fünfteiliges Bild.

## Geschichte
Die Geschichte der vielbildrigen Altaraufsätze ist bislang nur wenig erforscht. Ihr Ursprung dürfte gleichermaßen in den byzantinischen Ikonostasen wie in kleinen klappbaren Elfenbeinaltärchen zu suchen sein, die seit dem ausgehenden Mittelalter in Italien nachgeahmt wurden. Von dort aus gelangte die Tradition letztlich auch nach Mitteleuropa, wo die ersten größeren Flügelaltäre entstanden, und nach Spanien, wo die größten – nicht wandelbaren – Altarretabel zu finden sind.

## Beispiele
- Genter Altar, Jan van Eyck (um 1430)
- Das Jüngste Gericht, Rogier van der Weyden (um 1460)
- Isenheimer Altar, Mathias Grünewald (um 1510)
- Polyptychon von Pisa Masaccio (1426)
- Polyptychon aus Lusina (Krakau, nach 1510)

## Italien und Spanien
In Italien werden auch die mehrteiligen, aber starr montierten Altarretabel als polittico bezeichnet. Die oft riesigen und vielbildrigen, aber nicht veränderbaren Altarretabel im spanischen Kulturraum werden gemeinhin nicht als Polyptychon, sondern als retablo bezeichnet. Wandelaltäre mit beweglichen Flügeln existieren in beiden Regionen nicht.

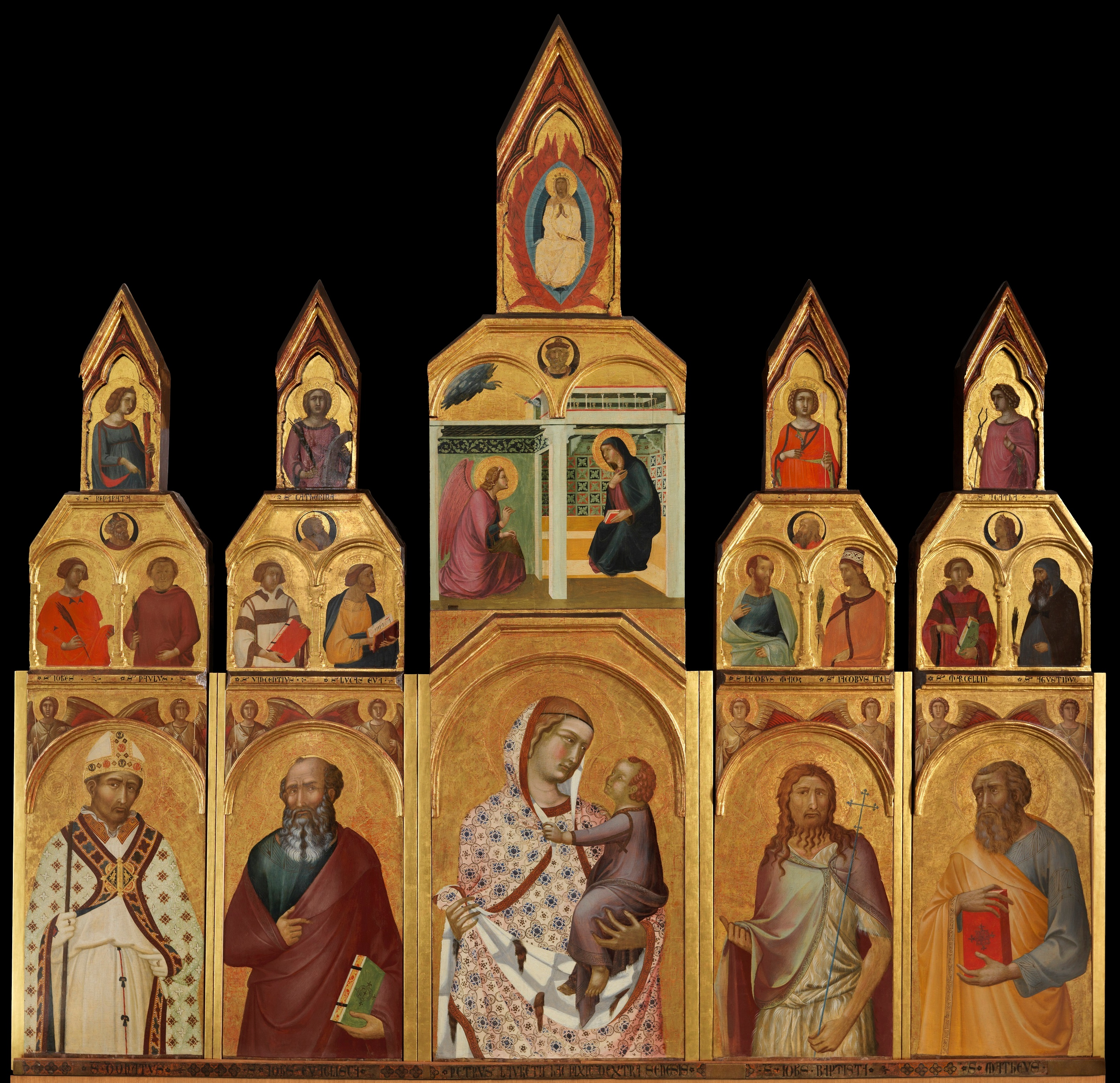
Pietro Lorenzetti, Tarlati-Polyptychon in Santa Maria della Pieve, Arezzo (um 1320)
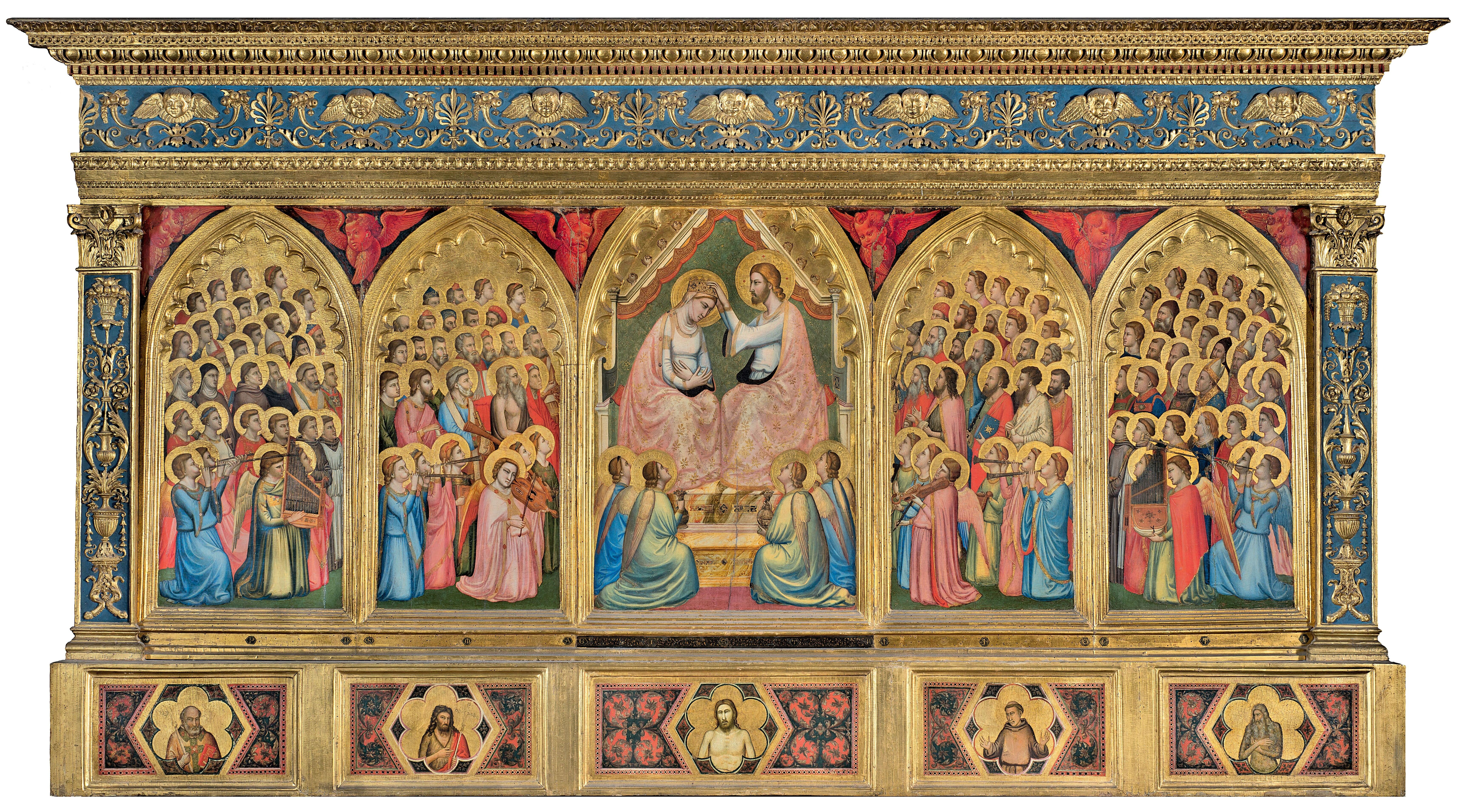
Giotto di Bondone, Baroncelli-Polptychon in Santa Croce, Florenz (um 1335)
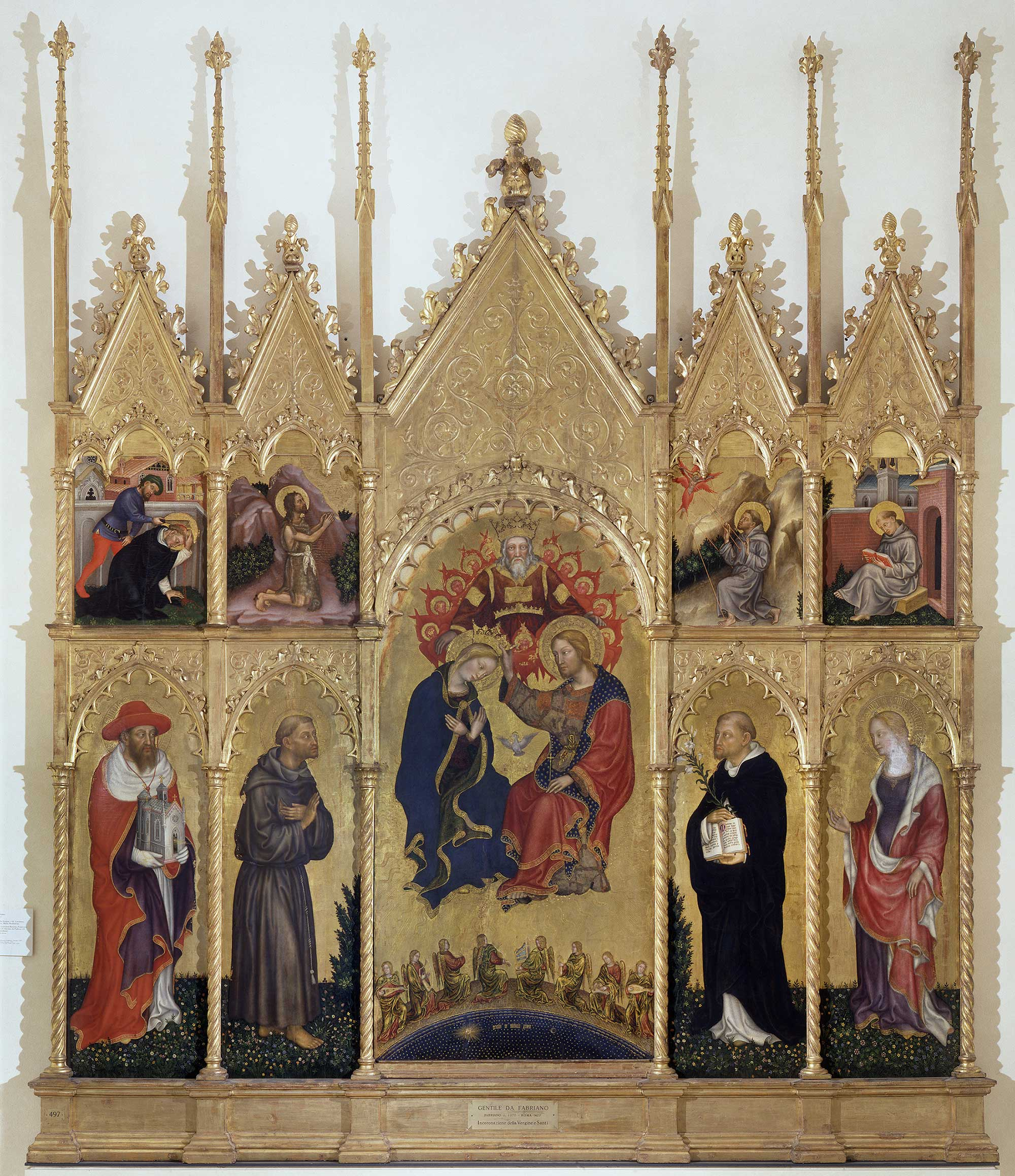
Gentile da Fabriano, Polyptychon aus dem Valle Romita (um 1415)
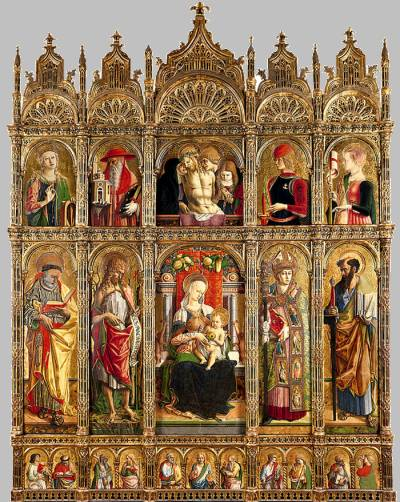
Carlo Crivelli, Polyptychon von Sant’Emidio in Ascoli Piceno (um 1470)

## Weitere Bedeutungen vonPolyptychon
- Polyptychon bezeichnet auch einen von der Antike bis ins Hochmittelalter verwendeten Block von mehr als drei Schreibtäfelchen, die mit einem einfachen Scharnier verbunden sind (siehe Wachstafel, Kodex).
- Insbesondere im frühmittelalterlichen Frankreich werden Verzeichnisse (Urbarien) zu Besitzrechten einer Grundherrschaft mit den zu erbringenden Leistungen ihrer Untertanen als Polyptychon bezeichnet.